# خرگوش دریایی
خرگوش دریایی (لاتین: lepus marinus) نرم‌تنان با پوسته داخلی نرم ساخته‌شده از پشت‌آبششان شکم‌پایان با اندازه متوسط تا بسیار بزرگ. اینها شکم‌پایان، نرم‌تنان اقیانوس در ابرخانواده‌های Aplysioidea و Akeroidea هستند.